# Танк-памятник в Гданьске на аллее Победы
Танк-памятник в Гданьске (пол. Czołg w al. Zwycięstwa w Gdańsku) — танк-памятник Второй мировой войны, установленный в 1946 году в Гданьске на проспекте маршала Рокоссовского (с 1956 года — проспект Победы) в память о польских и советских солдатах, освобождавших Польшу. Один из трёх танков 1-й польской танковой бригады, установленных в Гданьске, и единственный сохранившийся из них.

## Т-34-76 № 121 1-й польской танковой бригады
Установленный на постаменте средний танк Т-34-76 № 121 — предположительно 1941 года выпуска, завода Красное Сормово, весной 1945 года принимал участие в боевых действиях на территории Польши. 27 марта 1945 года, в ходе советско-польского наступления, лейтенант Юлиан Мязга (пол. Julian Miazga) 1-й польской танковой бригады первым ворвался на этом танке в город Гдыня, в котором находились крупный гарнизон, порт и базы снабжения вермахта. В районе высоты Святого Максимилиана (пол. Wzgórza św. Maksymiliana) в ходе завязавшегося боя танк был подбит из противотанкового ружья, а сам Юлиан Мязга, выскочив из танка, был тяжело ранен снайпером. По воспоминаниям Ю. Мязга, «танк был подбит. Я не знаю, как это произошло, но была повреждена гусеница. Это как же должно было так не повезти, столько раз я мечтал достичь моря, и здесь в самой близкой точке, в нескольких сотнях метрах от желанной цели, машина подбита… Вместе с экипажем я выпрыгнул из танка, чтобы починить гусеницу… Немцы были повсюду… в какой-то момент я почувствовал сильный приступ боли в груди. Прострелили моё лёгкое.».
Тем не менее, атака РККА и Войска Польского оказалась успешной: 3-й танковый батальон 1-й польской танковой бригады (под командованием майора Ф. М. Авхачёва) взял город, уничтожив 11 орудий противника, захватив 20 паровозов, около 100 вагонов с грузом, 5 складов с продовольствием, около 350 автомашин, а также 30 мотоциклов.

## Танк-памятник
В 1946 году, в первую годовщину окончания Второй мировой войны, лейтенант Ю. Мязга лично привёз свой танк в Гданьск, и несмотря на то, что в городе уже имелся свой танк-памятник (советский «Шерман») рядом с кладбищем, Т-34-76 № 121 был установлен в качестве памятника в Гданьске на проспекте маршала Рокоссовского (с 1956 года — проспект Победы), рядом с улицей Марии Склодовской-Кюри. Осенью 2003 года у танка были заменены гусеницы и воссозданы опознавательные знаки Войска Польского. На передней броне установлена табличка с надписью:

Танк-памятник Т-34/79 из 1-й танковой бригады им. Героев Вестерплятте, который в марте 1945 года освобождал Гданьск
Оригинальный текст (пол.)Pomnik – czołg T34 / 79 z I Brygady Pancernej im. Bohaterów Westerplatte, który w marcu 1945 r. walczył o powrót Gdańska do macierzy

Опеку над памятником осуществляет гданьская муниципальная организация Zarząd Dróg i Zieleni.

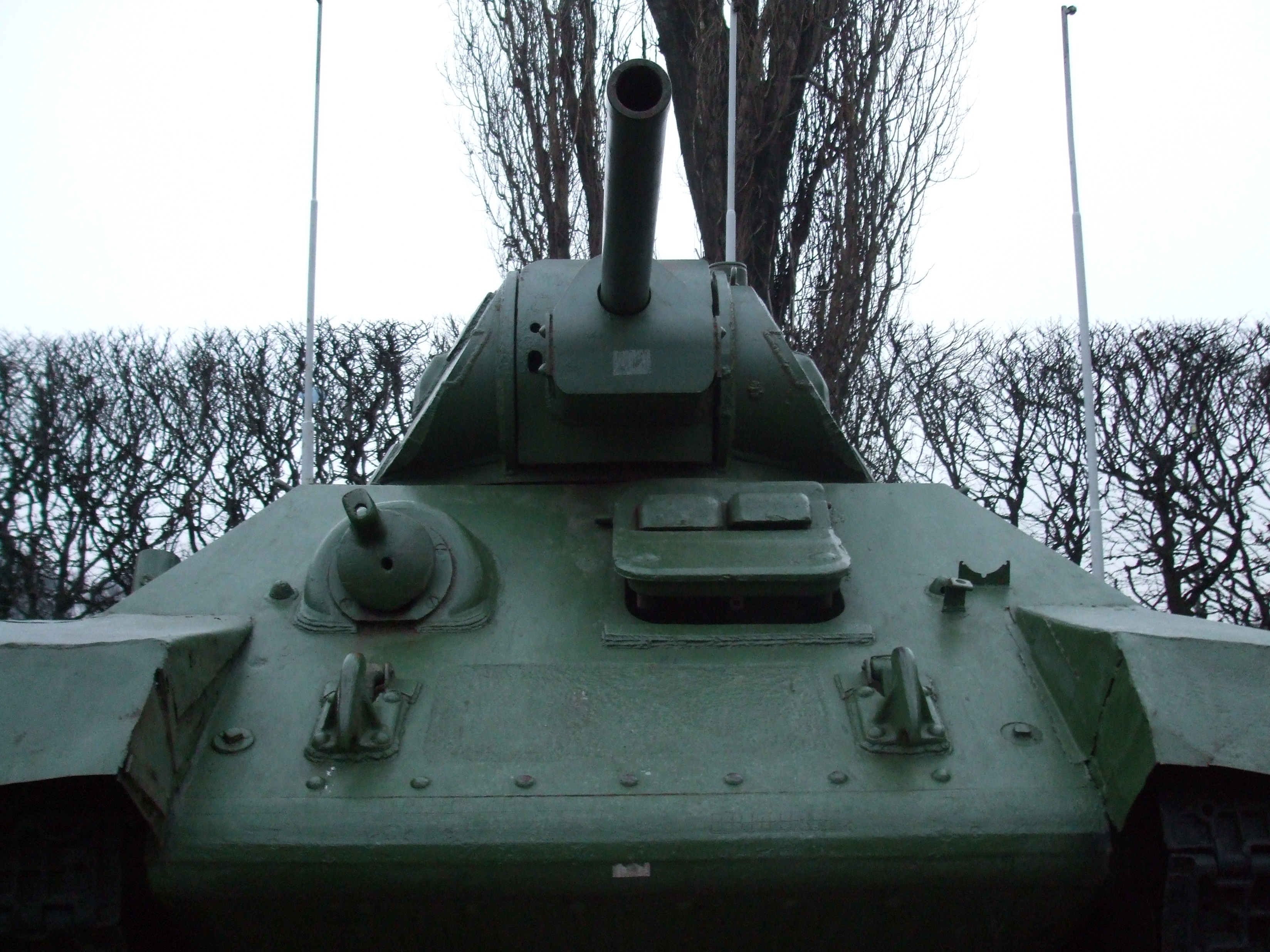
Вид спереди, до реконструкции памятника, 2008
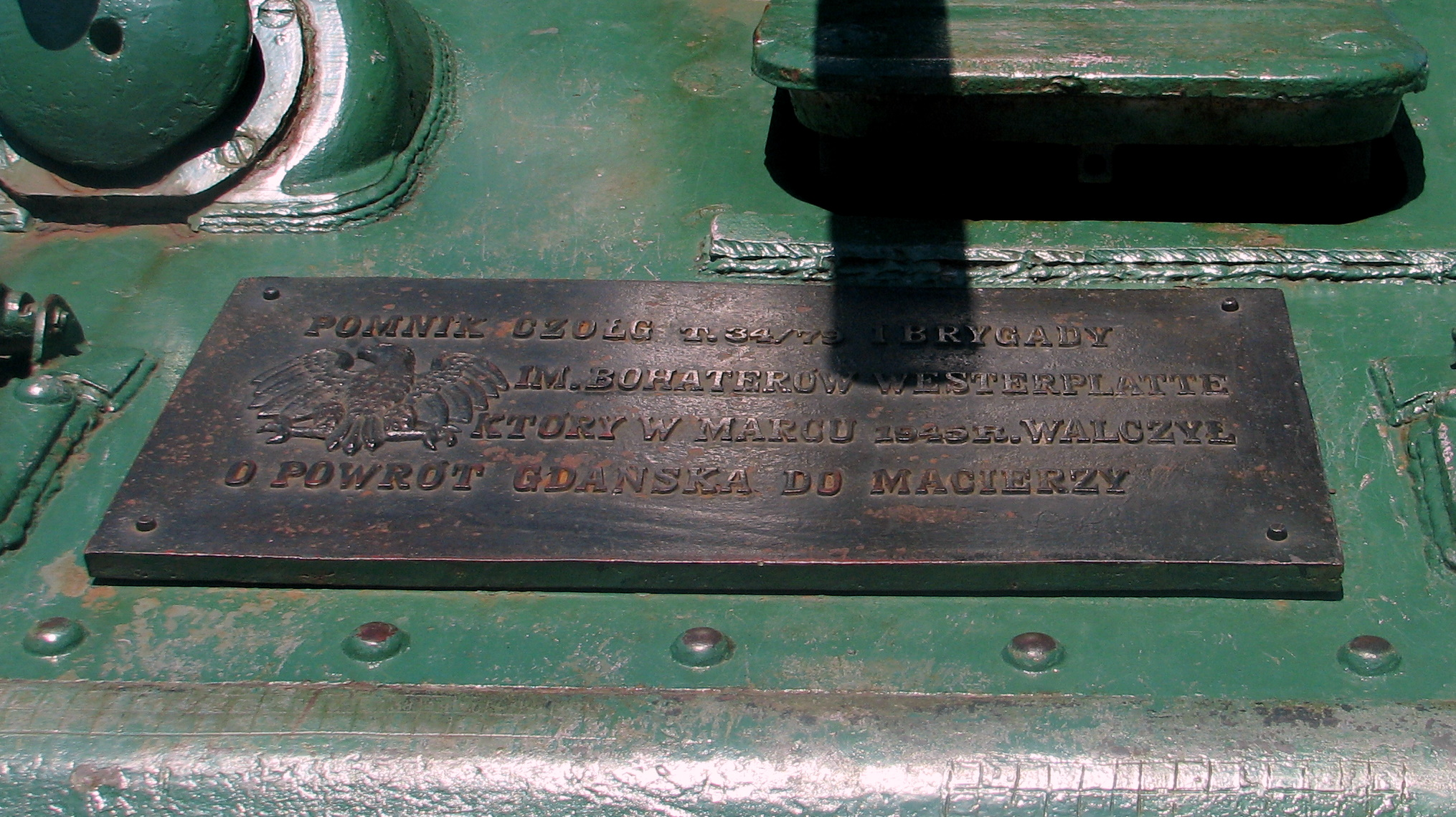
Табличка на переднем броневом листе, установленная в 2011 году
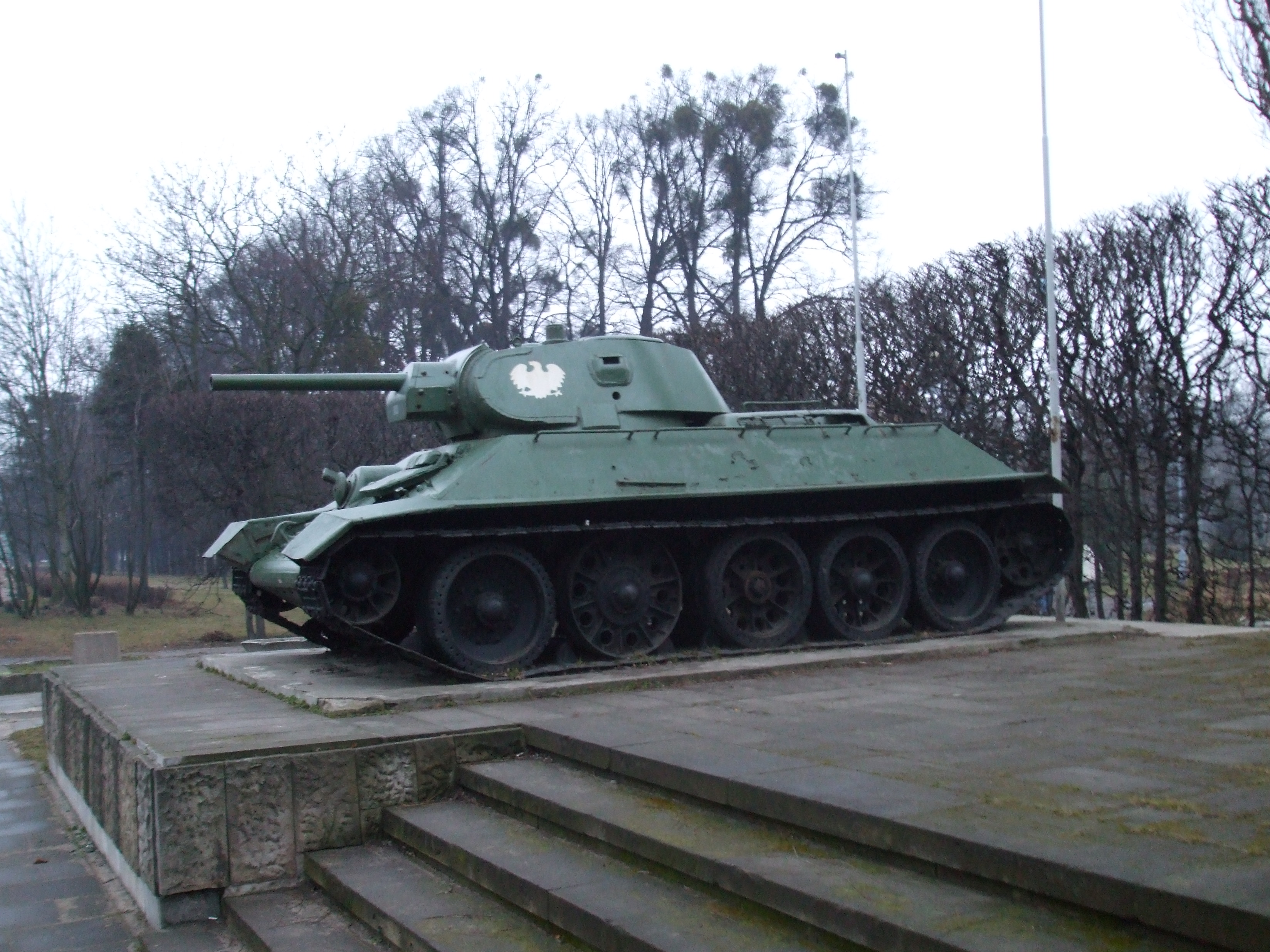
Вид справа. На башне виден польский опознавательный знак

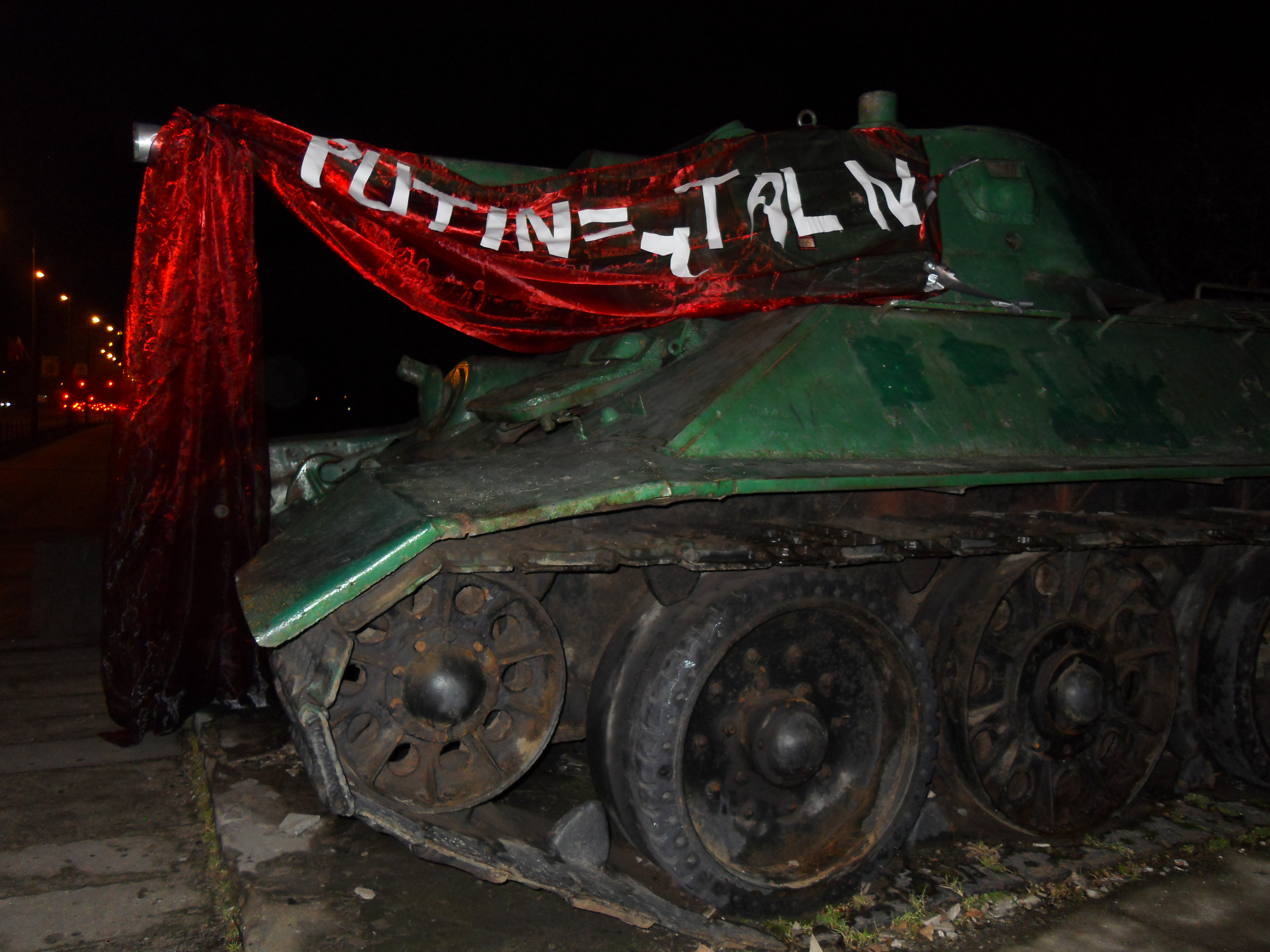
Очередной пример вандализма

В современное время танк неоднократно становился жертвой вандализма, так как он рассматривается как символ коммунизма и в качестве наследия 1-й польской танковой бригады, которая с июня 1945 года участвовала в боях с польским антикоммунистическим подпольем в Подляшье и в репрессиях органов Министерства общественной безопасности против населения. В частности, 12 октября 2013 года польский студент попытался установить рядом с памятником собственную скульптуру советского солдата, который насилует беременную женщину. Скульптура была вскоре убрана, а инцидент вызвал возмущение российского посольства в Польше.

### Комментарии
1. ↑  Правильно: Т-34/76
2. ↑  Правильно: Гдыня